# Gorgone interlineata
Gorgone interlineata là một loài bướm đêm trong họ Noctuidae.